# カトリック水主町教会
カトリック水主町教会（カトリックかこまちきょうかい）は、長崎県大村市にある、キリスト教（カトリック）の聖堂。
JR大村駅の近くに立地する。

## 沿革
- 1958年7月13日、植松小教区より分離独立。
- 1970年6月7日付で松並1・2丁目を植松小教区より編入した。
- 1983年11月23日、聖堂及び司祭館を新築・献堂した。
- 長崎聖16殉教者の列聖に伴い、1988年10月、守護聖人が聖ヨセフから大村の聖マリナに変更された。